# 大原トンネル
大原トンネル（おおはらトンネル）は、JR飯田線水窪駅～大嵐駅間にある単線鉄道トンネル。佐久間ダム建設に伴う線路移設によって建設された。1953年着工、1955年開通。大原トンネルの全長5063ｍは飯田線における最長トンネルである。

## 歴史
佐久間ダム建設に伴う飯田線の新設区間から大嵐駅へ向かうルートは、以下の3案が比較検討された。
1. 水窪から大嵐駅までの約5キロメートルをトンネルでほぼ一直線に結ぶ案
2. 水窪から約4キロメートルのトンネルで白神駅付近まで向かい、そこから約1.7キロメートルのトンネルで大嵐駅まで向かう案
3. 水窪は経由せず城西駅～向市場駅間から約3.4キロメートルのトンネルで白神駅付近まで向かい、そこから約1.7キロメートルのトンネルで大嵐駅まで向かう案

結果として1.の案が採用されたものの、トンネルを通す場所は領家変成帯によって構成されていて中央構造線に沿った断層が発達しており、片麻岩状黒雲母花崗閃緑岩が大半を占めているために硬質な地質であった。
建設工事は仙山線の仙山トンネルにおける経験から上部開削式で工期34ヶ月を想定していたものの、入札が可能になったのは1953年12月になってからであり佐久間発電所を1955年末に予定していたために工期を短縮する必要が生じ、最終的に全断面掘削方式が採用される事となった。
工事は水窪側と大嵐側の両方向から掘削する事となった。工事は1953年12月16日に着手され、大嵐側の第一横抗の掘削は1954年1月17日に、水窪側の掘削は同年2月16日に着手され、1955年7月21日正午に貫通した。1955年11月11日に新線に切り替えられるまでの工期は23ヶ月となり、当初計画よりも大幅に短縮されることとなった。